# Esteban Granero
Esteban Félix Granero Molina (n. 2 iulie 1987) este un fotbalist spaniol, care evoluează la clubul Espanyol pe postul de mijlocaș central.